# 個人資料保護局
個人資料保護局（葡文簡稱DSPDP）是澳門特別行政區政府部門，負責監察、協調《個人資料保護法》的遵守和執行，以及訂定保密的相關制度、監察其執行。

## 歷史
特區政府於2007年3月12日在《澳門特別行政區公報》公佈《第83/2007號行政長官批示》，成立個人資料保護辦公室。辦公室在澳門特別行政區行政長官監督下獨立運作，由一名主任領導及一名副主任輔助，均由行政長官透過批示以定期委任的方式委任。
2024年2月1日，個人資料保護辦公室升格為個人資料保護局。個人資料保護局由一名局長及一名副局長領導，設有審查及行政財政廳，下設審查處，另設監察處。

## 職責
- 研究、評估及建議保護個人資料制度的整體政策及措施，以便落實監督個人資料保護法律制度的執行及遵守；
- 具有監察第8/2005號法律《個人資料保護法》的遵守情況的專屬職責；
- 按第2/2012號法律《公共地方錄像監視法律制度》的規定發出具約束力的意見；
- 推動保護個人資料及隱私的基本權利的宣傳教育，以及提高公眾在這方面的意識；
- 與澳門特別行政區或外地具資料保護職能的其他公共或私人實體合作；
- 履行依法獲賦予的其他職責，以及根據行政長官的指示行使以上各項以外但其性質屬個人資料保護局職責範疇的其他職權。

## 組織法例
- 第8/2005號法律（2005年8月22日《澳門特別行政區公報》）訂定個人資料保護法。
- 第83/2007號行政長官批示（2007年3月12日《澳門特別行政區公報》)設立個人資料保護辦公室。
- 第6/2016號行政長官批示（2016年1月25日《澳門特別行政區公報》）將個人資料保護辦公室的存續期延長。
- 第437/2023號行政法規（2023年11月27日《澳門特別行政區公報》）個人資料保護局的組織及運作。

## 組織架構
|  |  |                  |        | 局長 副局長 |        |        |        |  |  |        |        |        |        |        |        |
|  |  |                  |        |             |        |        |        |  |  |        |        |        |        |        |        |
|  |  |                  |        |             |        |        |        |  |  |        |        |        |        |        |        |
|  |  | 審查及行政財政廳 |        |             |        |        |        |  |  |        |        |        |        |        |        |
|  |  |                  |        |             |        |        |        |  |  |        |        |        |        |        |        |
|  |  | 審查處           | 審查處 | 審查處      | 審查處 | 審查處 | 審查處 |  |  | 監察處 | 監察處 | 監察處 | 監察處 | 監察處 | 監察處 |

## 歷任局長
個人資料保護辦公室時期
- 陳海帆（2007年3月12日—2014年12月19日）
- 馮文莊（2014年12月20日—2017年6月30日）
- 楊崇蔚（2017年7月1日—2024年1月31日）

個人資料保護局時期
- 楊崇蔚（2024年2月1日—）